# François Sudre
François Sudre (Albi, 15 agosto 1787 – Parigi, 3 ottobre 1862) è stato un violinista, compositore e teorico della musica francese.
Sudre è ricordato per aver elaborato la Langue musicale universelle, conosciuta anche come Solresol. Inoltre brevettò uno strumento musicale che porta il suo nome, il Sudraphone.